# Southampton (Schiff, 1693)
Die Southampton war ein 54-Kanonen-Linienschiff 4. Ranges der englischen Marine, das von 1693 bis 1728 in Dienst stand. 

## Geschichte
Die spätere Southampton wurde am 13. Julijul. / 23. Juli 1692greg. bestellt und in der südenglischen Stadt Southampton, unter der Bauaufsicht von John Winter, auf Kiel gelegt. Der Stapellauf erfolgte am 10. Augustjul. / 20. August 1693greg.. Ab 1699 wurde das Schiff in den Deptford Dockyard in Deptford (London) unter der Bauaufsicht von Samuel Miller zum 50-Kanonen-Linienschiff neu aufgebaut (Rebuild) und ab 1728 in eine Hulk umgewandelt. Diese Hulk mit dem Namen Southampton Hulk wurde um 1771 abgebrochen. 